# Alver (gemeente)
Alver is een gemeente in de Noorse provincie Vestland. De gemeente ontstond per 1 januari 2020 door de fusie van de gemeenten Lindås, Radøy en Meland die alle drie deel uitmaakten van de oude provincie Hordaland. Alver telt bijna 29.000 inwoners (2019).
Alver ·  Askvol · Askøy · Aurland · Austevoll · Austrheim · Bergen · Bjørnafjorden · Bremanger · Bømlo · Eidfjord · Etne · Fedje · Fitjar · Fjaler · Gloppen · Gulen · Hyllestad · Høyanger · Kinn · Kvam · Kvinnherad · Luster · Lærdal · Masfjorden · Modalen · Osterøy · Samnanger · Sogndal · Solund · Stad · Stord · Stryn · Sunnfjord · Sveio · Tysnes · Ullensvang · Ulvik · Vaksdal · Vik · Voss · Øygarden · Årdal

Fylker van Noorwegen